# Джон Вінчестер (Надприродне)
Джон Ерік Вінчестер (англ. John Eric Winchester; 1954 — 19 липня 2006) — вигаданий другорядний (спочатку один із центральних) персонаж драматично-містичного т/с Надприродне мережі The CW Television Network і головний герой серії спін-оф коміксів Supernatural: Origins та серіалу «Вінчестери». Творець і розробник — Ерік Кріпке, зображували Джеффрі Дін Морган і Метт Коен. Мисливець, батько Діна та Сема Вінчестерів й Адама Міллігана, чоловік Мері Вінчестер, син Генрі Вінчестера.

## Біографія
Джон родом з Лоуренса, штат Канзас. Служив піхотинцем у В'єтнамі, капралом. Після служби працював механіком, а 30 квітня 1973 р. він купив чорну Chevrolet Impala за порадою свого майбутнього сина Діна, який перемістився у минуле.
Джон одружився з дівчиною на ім'я Мері Кемпбелл, попри те, що вони одне одного ненавиділи (цей шлюб був вирішений наперед на небесах Херувимами). Трохи пізніше Азазель вселяється в Семюеля Кемпбелла і вбиває Джона і мати Мері, а пізніше Мері укладає з Азазелем угоду. Останній воскрешає Джона.
Джон став мисливцем після того, як його дружину вбив жовтоокий демон Азазель. Це сталося 2 листопада 1983-го. Після смерті Мері Джон пішов до екстрасенса Міссурі і дізнався правду про життя Мері і надприродний світ.
З часом Джон поповнював свої знання про нечисть і заносив їх у свій щоденник. Пізніше він почав працювати з іншими мисливцями, такими як Бобі, Вільям Гарвелл та інші.
Джон виховав зі своїх синів справжніх мисливців. Такий спосіб життя привів до нестачі взаєморозуміння між Джоном і Семом, тому що Сем не хотів бути мисливцем, він хотів бути абсолютно звичайним, і тому вони з Джоном посварилися. Сем пішов до коледжу на юриста.
За словами Аластара, Джону, як і Діну, пропонували місце ката у пеклі, але той тримався понад 100 років, що Дін вважав неможливим.
Також Джон, за словами Діна, ненавидів свого батька за те, що той його покинув, коли той був ще зовсім маленьким.

## Історія

### Перший сезон
Двадцять два роки потому після смерті Мері Джон зникає, внаслідок чого Дін вирушає за Семом в його будинок, щоб просити брата про допомогу в пошуках батька. Брати слідують по слідах батька в Єрихон, Каліфорнія. Повернувшись додому, Сем і Дін залишають Джону повідомлення. Джон зупиняється в будинку ясновидиці Міссурі Моуслі, але не повідомляє Сему і Діну про своє місцезнаходження.
Джон зустрічається з синами в Чикаго, Іллінойс. Мег — дівчина, одержима одним з дітей Демона — повідомляє Джону, що Демонові потрібен він. Після поразки дева Вінчестери вирішують розділитися, щоб Мег і Демон не дісталися Джона. Джон знову зустрічається з синами, коли його старий друг, мисливець на вампірів Деніел Елкінс, убитий. З'ясовується, що вампіри, які вбили Елкінса, також вкрали знаменитий Кольт — пістолет, з якого можна вбити що завгодно. Вінчестерам вдається роздобути Кольт, і вони вирішують вирушити на полювання за Демоном разом.
Мег погрожує Вінчестерам вбити їх друзів, якщо вони не віддадуть їй кольт, Джон підсовує їй інший пістолет, але потрапляє в пастку. Діну і Сему вдається врятувати батька, але він виявляється одержимим демоном. Сем стріляє Джону в ногу, тим самим змусивши Демона покинути тіло батька. Вінчестери намагаються врятуватися втечею на машині Діна, але водій вантажівки, одержимий демоном, врізається в їх автомобіль і зносить його з дороги

### Другий сезон
Вінчестери опиняються в лікарні, Джон намагається викликати Демона. Крім того, він знає, що потрібно Демонові від Сема й від інших людей, як він. Джон укладає угоду з Демоном, Дін приходить до тями. Натомість Джон віддає Демонові Кольт з останньою кулею та своє життя.
Після того, як Дін оговтується, Сем випитує у Джона, де той був минулої ночі. Джон лише відмахується, говорячи, що суперечки безглузді. Потім Джон просить Сема принести йому каву. Після того, як Сем пішов, Джон просить Діна наглядати за братом і говорить щось тихо йому на вухо. Після цього Джон пішов з кімнати Діна і повертається в свою палату, де бере Кольт і віддає його. Проходячи повз палати Джона, Сем знаходить батька, лежачим на підлозі без свідомості. Лікарі намагаються врятувати життя Джона, але безрезультатно.
В епізоді «Блюз на перехресті» демон згадує про те, як Джон мучиться зараз в пеклі, тим самим, намагаючись змусити Діна укласти угоду і воскресити батька. В іншому епізоді, «Народжений під поганим знаком», демон Мег, який цього разу заволодів Семом, говорить Діну, що бачив Джона в пеклі, і той передає йому привіт. Проте можливо, що демон сказав це просто, щоб позлити Діна.
Джон повертається у другій частині епізоду «Брама пекла», коли брама у пекло відкриваються. Джон нападає на Демона, вириваючи його з тіла людини, яким той заволодів, тим самим Дін виграє час і роздобуває Кольт. У результаті сутички Дін вбиває демона з Кольта, душа Джона стає вільною.

### Четвертий сезон
В епізоді «На початку» з'ясовується, що Джона убив демон, а потім у результаті контракту з Мері, воскресив його, сказавши, що якщо йому ніхто не перешкодить, коли він прийде через 10 років, то всі залишаться живі.
Так само Дін дізнається від Аластора, що його батько, який не був мисливцем до смерті Мері, витримав усі тортури пекла і не став катувати інші душі, як Дін. За словами Аластора, Джон повинен був зламати першу печатку, але той був міцним горішком.
Відомо, що в Міннесоті у Джона була кохана і син Адам, народжений у 1990 р.

### П'ятий сезон
У п'ятому сезоні Сем і Дін повертаються в минуле, щоб зупинити Анну, яка хотіла вбити Мері і Джона, щоб Сем і Дін не народилися, тому що вони вмістилища архангелів, але Джон впускає в себе архангела Михаїла і він вбиває Анну.
Пізніше, в епізоді «Мій кривавий Валентин» один херувим розповідає, що шлюб Мері і Джона був під особливим контролем небес.

### Епізоди за участю Джона Вінчестера
- 1.01 Пілот (англ. Pilot)
- 1.09 Дім (англ. Home)
- 1.11 Опудало (англ. Scarecrow)
- 1.16 Тінь (англ. Shadow)
- 1.18 Щось зле (англ. Something Wicked)
- 1.20 Кров мерця (англ. Dead Man's Blood)
- 1.21 Порятунок (англ. Salvation)
- 1.22 Диявольська пастка (англ. Devil's Trap)
- 2.01 Коли проб'є мій смертний час (англ. In My Time of Dying)
- 2.22 Брама пекла, частина 2 (англ. All Hell Breaks Loose, Part 2)
- 4.03 На початку (англ. In The Beginning) (юний Джон Вінчестер у виконанні Метта Коена)
- 5.13 Стара пісня про головне (англ. The Song Remains The Same) (юний Джон Вінчестер у виконанні Метта Коена)